# کوریدالوس
شهر کوریدالوس در استان آتیک در کشور یونان واقع شده است که دارای جمعیت ۶۹٬۶۱۶  نفر می‌باشد.